# Río Tigre (Marañón)
El río Tigre  es un río que comparten Perú y Ecuador, un afluente del río Marañón que recorre el territorio amazónico del departamento de Loreto. Tiene una longitud de 598 km y es navegable desde su boca unos 200 km.
El río Tigre está localizado en la llanura de la Amazonía peruana, en la ribera izquierda del Amazonas, entre el río Marañón y el río Napo. Nace en la confluencia de los ríos ecuatorianos Cunambo y Pintoyacu, en la frontera Ecuador-Perú, en Puerto Cunambo. Su boca está situada  a unos 65 km al oeste de la confluencia del río Ucayali con el río Amazonas. Continuando al oeste del río Tigre, están los el río Parinari, el río Chambira, y el río Nucuray, todos ellos cortos ríos de las tierras bajas, que se asemejan en régimen al río Nanay.
Sus principales afluentes son el río Tangarana, por la izquierda, y el río Corrientes (Tigre) (448 km), por la derecha. 
En sus riberas casi no hay ningún asentamiento, salvo el ya citado Puerto Cunambo, en la cabecera, y Puesto Avanzado González Suárez, Leoncio Prado, Pucaurco (en la desembocadura del río Tangarana) e Intuto.